# Vœllerdingen
Vœllerdingen est une commune française située dans la circonscription administrative du Bas-Rhin et, depuis le 1er janvier 2021, dans le territoire de la Collectivité européenne d'Alsace, en région Grand Est.
Depuis 1793, cette commune se trouve dans la région historique et culturelle d'Alsace.

## Géographie
Vœllerdingen est située dans la vallée de l'Eichel en Alsace bossue. La superficie de la commune est de 1 305 hectares ; son altitude varie entre 215 et 324 mètres.
Le village est implanté à l'ouest du Bas-Rhin, à 79 km (par la route) de Strasbourg, dans le canton de Sarre-Union. Il est situé à 5 km à l'est de Sarre-Union (les communes sont limitrophes) et à 41 km au nord-ouest de Saverne, son chef-lieu d'arrondissement.
Linguistiquement, Vœllerdingen se situe dans la zone du francique rhénan.
La commune est classée en zone de sismicité 2, correspondant à une sismicité faible.

### Écart et lieux-dits
- Lutterbacherhof, dont la ferme est classée aux patrimoines de France[3].

### Communes limitrophes
|             | Oermingen    | Dehlingen |
| Keskastel   | Vœllerdingen | Lorentzen |
| Sarre-Union |              | Domfessel |

### Voies de communication et transports

#### Voies de communication
La commune est traversée par la route D 919. L'échangeur no 43 de l'A4 est à 7 km du village.

#### Transports
Les gares ferroviaires du réseau TER Grand Est les plus proches se trouvent à Diemeringen (5 km) et à Oermingen (5 km).
La desserte ferroviaire de la gare de Vœllerdingen est interrompue depuis le 11 décembre 2011.

### Hydrographie
La commune est dans le bassin versant du Rhin au sein du bassin Rhin-Meuse. Elle est drainée par le ruisseau l'Eichel, le ruisseau du Moulin, le ruisseau le Geloechgraben, le ruisseau le Limbach, le ruisseau de Lutterbach et le ruisseau Pfaffenlach,.
L'Eichel, d'une longueur totale de 32,4 km, prend sa source dans la commune de Petersbach et se jette  dans la Sarre à Herbitzheim, après avoir traversé 16 communes. Les caractéristiques hydrologiques de l'Eichel sont données par la station hydrologique située sur la commune d'Oermingen. Le débit moyen mensuel est de 2,73 m3/s. Le débit moyen journalier maximum est de 86 m3/s, atteint lors de la crue du 12 mai 1970. Le débit instantané maximal est quant à lui de 131 m3/s, atteint le 18 mai 2024.

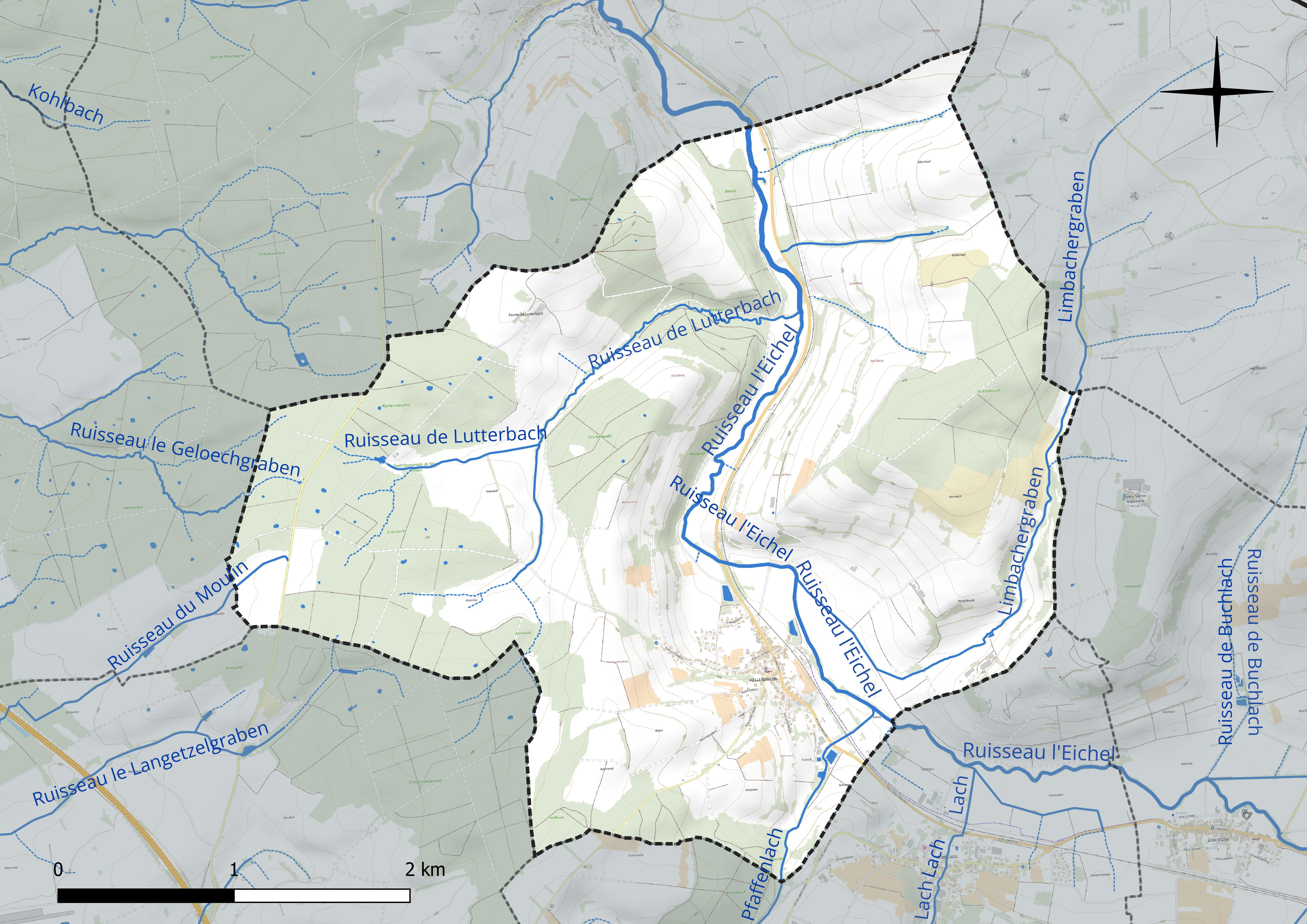
Réseau hydrographique de Voellerdingen.

### Climat
Pour des articles plus généraux, voir Climat du Grand Est et Climat du Bas-Rhin.
En 2010, le climat de la commune est de type climat des marges montargnardes, selon une étude du Centre national de la recherche scientifique s'appuyant sur une série de données couvrant la période 1971-2000. En 2020, Météo-France publie une typologie des climats de la France métropolitaine dans laquelle la commune est exposée à un climat semi-continental et est dans la région climatique  Vosges, caractérisée par une pluviométrie très élevée (1 500 à 2 000 mm/an) en toutes saisons et un hiver rude (moins de 1 °C). 
Pour la période 1971-2000, la température annuelle moyenne est de 10 °C, avec une amplitude thermique annuelle de 17,1 °C. Le cumul annuel moyen de précipitations est de 960 mm, avec 11,9 jours de précipitations en janvier et 9,3 jours en juillet. Pour la période 1991-2020, la température moyenne annuelle observée sur la station météorologique de Météo-France la plus proche, « Berg », sur la commune de Berg à 7 km à vol d'oiseau, est de 10,4 °C et le cumul annuel moyen de précipitations est de 801,8 mm. 
La température maximale relevée sur cette station est de 37,4 °C, atteinte le 25 juillet 2019 ; la température minimale est de −16,8 °C, atteinte le 7 février 2012,,. 
Les paramètres climatiques de la commune ont été estimés pour le milieu du siècle (2041-2070) selon différents scénarios d'émission de gaz à effet de serre à partir des nouvelles projections climatiques de référence DRIAS-2020. Ils sont consultables sur un site dédié publié par Météo-France en novembre 2022.

## Urbanisme

### Typologie
Au 1er janvier 2024, Vœllerdingen est catégorisée commune rurale à habitat dispersé, selon la nouvelle grille communale de densité à sept niveaux définie par l'Insee en 2022.
Elle est située hors unité urbaine. Par ailleurs la commune fait partie de l'aire d'attraction de Sarre-Union, dont elle est une commune de la couronne,. Cette aire, qui regroupe 12 communes, est catégorisée dans les aires de moins de 50 000 habitants,.

### Occupation des sols

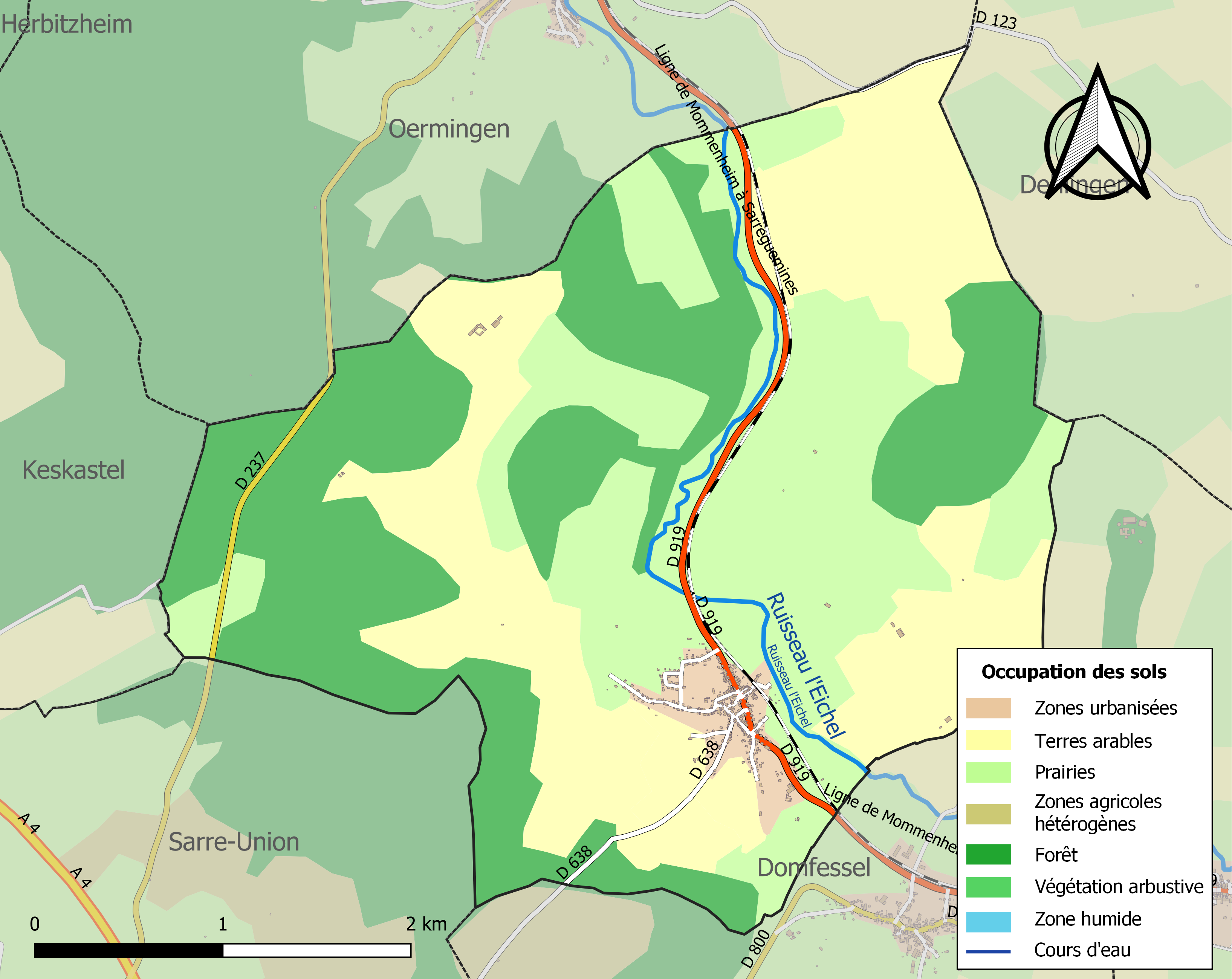
Carte des infrastructures et de l'occupation des sols de la commune en 2018 (CLC).

L'occupation des sols de la commune, telle qu'elle ressort de la base de données européenne d’occupation biophysique des sols Corine Land Cover (CLC), est marquée par l'importance des territoires agricoles (64,2 % en 2018), en diminution par rapport à 1990 (65,1 %). La répartition détaillée en 2018 est la suivante : forêts (33,1 %), prairies (32,3 %), terres arables (30 %), zones urbanisées (2,6 %), cultures permanentes (1,9 %).
L'IGN met par ailleurs à disposition un outil en ligne permettant de comparer l’évolution dans le temps de l’occupation des sols de la commune (ou de territoires à des échelles différentes). Plusieurs époques sont accessibles sous forme de cartes ou photos aériennes : la carte de Cassini (XVIIIe siècle), la carte d'état-major (1820-1866) et la période actuelle (1950 à aujourd'hui).

## Toponymie
Vœllerdingen tire son nom d'un patronyme germanique Wildrad ou Wildrada suivi du suffixe -ingen. Ses habitants sont appelés les Vœllerdingeois(es).
En allemand : Völlerdingen ; en francique rhénan : Vellerdínge.
Les toponymies anciennes sont : Filterdingas au Xe siècle, Vilderadingas au XIe siècle, Willderdinguen en 1361, Fellerdingen en 1793, Voellerdingen en 1801.

## Histoire
- Vœllerdingen a été mentionné pour la première fois en 1128.
- Appartenait au comté de Sarrewerden, puis au Nassau-Weilburg (1745-1793).
- Il y avait autrefois, au nord du ban de la commune, un village nommé Heimeldingen, détruit et disparu entre 1345 et 1513.

## Politique et administration
Vœllerdingen adhère à la communauté de communes de l'Alsace Bossue.

### Liste des maires
| Période                                  | Période                   | Identité                                     | Étiquette | Qualité |
| ---------------------------------------- | ------------------------- | -------------------------------------------- | --------- | ------- |
| Les données manquantes sont à compléter. |                           |                                              |           |         |
| mars 2001                                | mars 2008                 | Daniel Eva                                   |           |         |
| mars 2008                                | En cours (au 31 mai 2020) | Francis Bach, Réélu pour le mandat 2020-2026 |           |         |

### Instances judiciaires et administratives
Vœllerdingen relève du tribunal d'instance de Saverne, du tribunal de grande instance de Saverne, de la cour d'appel de Colmar, du tribunal pour enfants de Saverne, du conseil de prud'hommes de Saverne, de la chambre commerciale du tribunal de grande instance de Saverne, du tribunal administratif de Strasbourg et de la cour administrative d'appel de Nancy.
La commune se trouve dans la circonscription de gendarmerie de la brigade de proximité de Sarre-Union.

## Population et société

### Démographie
L'évolution du nombre d'habitants est connue à travers les recensements de la population effectués dans la commune depuis 1793. Pour les communes de moins de 10 000 habitants, une enquête de recensement portant sur toute la population est réalisée tous les cinq ans, les populations de référence des années intermédiaires étant quant à elles estimées par interpolation ou extrapolation. Pour la commune, le premier recensement exhaustif entrant dans le cadre du nouveau dispositif a été réalisé en 2007.

En 2022, la commune comptait 419 habitants, en évolution de +5,81 % par rapport à 2016 (Bas-Rhin : +3,17 %, France hors Mayotte : +2,11 %).
| 1793 | 1800 | 1806 | 1821 | 1831 | 1836 | 1841 | 1846 | 1851 |
| ---- | ---- | ---- | ---- | ---- | ---- | ---- | ---- | ---- |
| 404  | 295  | 394  | 576  | 611  | 614  | 592  | 616  | 583  |

| 1856 | 1861 | 1866 | 1871 | 1875 | 1880 | 1885 | 1890 | 1895 |
| ---- | ---- | ---- | ---- | ---- | ---- | ---- | ---- | ---- |
| 514  | 565  | 600  | 633  | 601  | 575  | 528  | 530  | 596  |

| 1900 | 1905 | 1910 | 1921 | 1926 | 1931 | 1936 | 1946 | 1954 |
| ---- | ---- | ---- | ---- | ---- | ---- | ---- | ---- | ---- |
| 580  | 588  | 555  | 555  | 529  | 516  | 510  | 485  | 485  |

| 1962 | 1968 | 1975 | 1982 | 1990 | 1999 | 2006 | 2007 | 2012 |
| ---- | ---- | ---- | ---- | ---- | ---- | ---- | ---- | ---- |
| 465  | 487  | 456  | 440  | 428  | 419  | 428  | 429  | 394  |

| 2017 | 2022 | - | - | - | - | - | - | - |
| ---- | ---- | - | - | - | - | - | - | - |
| 398  | 419  | - | - | - | - | - | - | - |

### Santé
Le centre d'incendie et secours le plus proche de Vœllerdingen se trouve à Sarre-Union.
L'hôpital le plus proche est le centre hospitalier Robert-Pax à Sarreguemines (21 km).

### Cultes
Dans le département du Bas-Rhin, les dispositions juridiques de la loi du concordat de 1801 demeurent en application.
Culte catholique
Vœllerdingen fait partie de la communauté de paroisses Sarre et Eichel, dans le doyenné de Sarre-Union - Drulingen (archidiocèse de Strasbourg).
Culte protestant
Vœllerdingen fait partie de la paroisse de Domfessel de l'EPCAAL, elle-même membre de l'UEPAL, dans le consistoire de Diemeringen (Inspection de la Petite-Pierre).

## Économie

### Revenus de la population et fiscalité
En 2011, le revenu fiscal médian par ménage était de 33 433 €, ce qui plaçait Vœllerdingen au 15 071e rang parmi les 31 886 communes de plus de 49 ménages en métropole.
En 2009, 55,8 % des foyers fiscaux n'étaient pas imposables.

### Emploi
En 2009, la population âgée de 15 à 64 ans s'élevait à 280 personnes, parmi lesquelles on comptait 72,5 % d'actifs dont 66,3 % ayant un emploi et 6,2 % de chômeurs.
On comptait 49 emplois dans la zone d'emploi, contre 45 en 1999. Le nombre d'actifs ayant un emploi résidant dans la zone d'emploi étant de 186, l'indicateur de concentration d'emploi est de 26,4 %, ce qui signifie que la zone d'emploi offre un peu moins d'un emploi pour trois habitants actifs.

### Entreprises et commerces
Au 31 décembre 2010, Vœllerdingen comptait 22 établissements : 7 dans l’agriculture-sylviculture-pêche, 3 dans l'industrie, 3 dans la construction, 6 dans le commerce-transports-services divers et 3 relatifs au secteur administratif.

## Culture locale et patrimoine

### Lieux et monuments
- Banc-reposoir sur la route D 237, à la limite du ban communal de Sarre-Union[Note 6].
- Église protestante : de l'église primitive du XIVe siècle ou du XVe siècle, il ne reste que l'ancienne tour porche ; en 1841, la nef a été reconstruite entre la tour et le chœur d'origine ; bombardée le 4 décembre 1944, la nef est reconstruite en 1956 et la tour rehaussée[30].
- Gare de Vœllerdingen.
- Monument Pilâtre-de-Rozier[Note 7], sur la colline du Bœtzel, érigé à la mémoire de l'équipage du dirigeable militaire Pilâtre-de-Rozier écrasé le 24 février 1917[31].

### Héraldique
| Blason de Vœllerdingen | Blason  | Coupé : au premier d'argent au chevron ployé de gueules chargé de trois coquilles d'or les deux en pointe posées dans le sens des branches, au second de sinople plain. |
| Blason de Vœllerdingen | Détails | |